# Chiesa di San Giacomo (Coseano)
La chiesa di San Giacomo è la parrocchiale di Coseano, in provincia e arcidiocesi di Udine; fa parte della forania del Friuli Collinare. 
L'edificio è posto nel centro del paese.

## Storia
La prima chiesa dedicata a san Giacomo il Maggiore fu edificata nel 1405, ma nel 1700 fu ritenuta insufficiente e per questo motivo fu demolita e costruita una nuova chiesa; nello stesso periodo fu iniziata la costruzione del campanile, completato nel 1734, come riportato sulla lapide posta sopra l'ingresso.
Venne costruita nello stile dell'epoca, semplice e maestoso allo stesso tempo, con una facciata a capanna, su cui si trova una statua di san Giacomo, risalente con tutta probabilità al XV secolo.
L'interno, composto da un'aula unica, ha cinque altari, di cui spicca quello maggiore, di impostazione barocca. Sono presenti affreschi di Lorenzo Bianchini nel coro e nella navata, che raffigurano la Crocifissione, la Immacolata Concezione con San Giacomo e Anime Purganti. Nella volta affreschi di Titta Gori del 1911 con figure di Evangelisti; altare laterale settecentesco con statue di Gian Giacomo Contiero.